# Шей Патрік Кормак
«Захищайте принципи нашого Ордену і все, за що ми боремося. Ніколи не розголошуйте наші таємниці та справжню природу нашої роботи і робіть це до смерті будь-якою ціною. Це моє нове кредо. Я Шей Патрік Кормак, тамплієр колоніального обряду. Американського обряду. [. . . ] Хай веде нас батько розуму».
— Шей Кормак
Шей Патрік Кормак ( Нью-Йорк, 12 вересня 1731 р . – ?) — вигаданий персонаж, головний герой відеогри Assassin's Creed: Rogue, що належить до відомої саги Assassin's Creed.

## Біографія

### Раннє життя
Шей Патрік Кормак народився в Нью-Йорку в 1731 році в ірландській родині з Дубліна . Мати померла під час пологів, тому його виховувала тітка, оскільки батько часто займався морською діяльністю. Під час візиту до свого батька він зустрів хлопчика на ім'я Ліам О'Браєн, з яким у нього зав'язалася велика дружба, і саме останній навчив Шая, як виживати в занедбаному районі, де він виріс.
У восьмирічному віці він пішов слідом за батьком у море, де, подорослішавши, навчився поводитися з різною зброєю. У 1747 році корабель, на якому він подорожував, став жертвою шторму, під час якого загинуло багато чоловіків і його батько. Після цієї трагедії він повернувся до Нью-Йорка, де провів неспокійне життя.

### Життя Асасіна
«Не встромляй лезо в невинну плоть. Сховайся на виду. Не компромісуйте Братство вбивць. Це основи Символу віри, ті принципи, якими я керувався в житті. Тоді я був хлопчиком, була семирічна війна. Я ніколи не уявляв, яке майбутнє чекає на мене, ні ціну, яку я заплачу».
— Шей Патрік Кормак
У 1748 році Шей знову зустрівся зі своїм другом Ліамом, який познайомив його з наставником колоніального відділення Братства вбивць Акіллем Девенпортом, який завербував його. Шей переїхав до маєтку Девенпорт, де його навчали традиціям Братства.
У 1752 році він разом зі своїм другом Ліамом вкрав у британської армії бриг, відомий як Морріган .

### Пошук артефактів
Того ж року легендарний карибський вбивця Адевале прийшов до маєтку Ахіллеса і розповів, як тамплієрам вдалося отримати два артефакти Першої цивілізації : скриньку Попередника та рукопис Войнича. Тож Ахілл доручив Шею та Ліаму повернути артефакти.
Ці двоє виявили, що артефакти були у володінні політика і великого магістра тамплієрів Лоуренса Вашингтона, тому Шей скористався нічним прийомом, щоб таємно вбити великого магістра. Останній на смертному одрі відкрив йому, що довірив два артефакти іншим братам.
Шей, щоб повернути два артефакти, озброївся пневматичною гвинтівкою, викраденою з вашингтонського торговельного судна, і модернізував свій Морріган кулеметами Puckle і льодорубом.
Коли два артефакти були знайдені, коробку довірили Бенджаміну Франкліну, який за допомогою електрики активував артефакт, відкривши карту стародавніх храмів, і серед багатьох Шей впізнав храм у Лісабоні

### Лісабонський землетрус
Після цього відкриття Ахілл доручив Шею відправитися до Лісабонського храму в пошуках частинок Едему . Діставшись столиці, Шей знайшов таємний прохід до руїн храму, де він спробував відновити дивний артефакт, який дематеріалізувався, коли доторкнувся до нього. Через це споруда почала трясти землю, спричинивши сильний землетрус, який повністю зрівняв Лісабон, від якого Шей врятувався в крайньому випадку.
Шокований тим, що сталося, Шей звинуватив Ахілла в тому, що сталося, але наставник не надав ваги словам хлопця. Вночі Шей намагався вкрасти рукопис Войнича, але був виявлений Ахіллом, який безуспішно намагався з ним вговорити. Брат-зрадник намагався втекти, і коли він досяг краю скелі, асасини знову спробували змусити його зрозуміти, але Шей знову не виявився схильним до розуму, і з цієї причини один із братів вистрелив у нього, змусивши його впасти.

### Тамплієрське життя
Тіло Шая без свідомості знайшов англійський полковник Джордж Монро, який довірив його літньому подружжю Фіннеган. Одужавши, він почав працювати як охоронець проти банди вимагачів, яка явно входила в Братство асасинів. Незабаром після цього Монро виявляє себе тамплієром і переконує Шая, що вони можуть покращити життя інших, працюючи разом. Шей повертає Морріган у вбивць і погоджується допомогти деяким новим союзникам, таким як Крістофер Гіст і Джеймс Кук .
У 1757 році Братство послало старого друга Шея Ліама, щоб той повернув артефакт і вбив полковника Монро. Шей, виявивши їхні наміри, спробував врятувати його, але прибув надто пізно.
Після смерті Монро Великий магістр тамплієрів Хейтам Кенуей офіційно ввів Шей до Ордену тамплієрів. Розуміючи, що асасини не припинили пошуки артефактів Попередника. Переконаний, що вони становлять загрозу для світу, Шей береться вистежити все своє колишнє Братство, відкриваючи британцям шлях до панування в американських колоніях. Серед вбивць, убитих Шеєм, Адевале, Кесеговаасе, Хоуп Дженсен, Шавальє де Ла Верендрі та Ліам.
Після вбивства Шавальє Шей дізнається, що Ахілл і Ліам прямують до іншого храму Першої Цивілізації в Північній Арктиці. Шей йде разом із великим магістром Хейтамом Кенуеєм, який приєднується до двох асасинів. Увійшовши до головної кімнати руїн, двоє тамплієрів побачили Ахіллеса та Ліама перед артефактом, який утримував землю; вбивці щойно зрозуміли, що те, що сказав Шей багато років тому, правда, але Ліам, засліплений гнівом, намагався застрелити Шей; удар був відбитий Ахіллом, який влучив в артефакт, спричинивши землетрус. Хейтам переслідував Ахілла, а Шей кинувся в погоню за своїм колишнім другом. Останній під час погоні впав зі скелі; Шей виживає, попрощавшись з Ліамом і забравши артефакт. Тим часом Великий магістр тримає Наставника асасинів під контролем, і поки він збирається вбити його, Шей переконує Хейтама пощадити його; як попередження, однак, йому вистрелили в ногу.
Після смерті Ліама та поразки Ахілла тамплієри видають указ про поразку Братства колоніальної гілки, гарантуючи повний контроль над американськими колоніями. Великий магістр тамплієрів дав Шею нову місію: відновити втрачену скриньку Попередника.
Чарльз: Коннор і його вбивці… Американська революція зупинила вас, тамплієрів!
Шей: Тоді, можливо, у нас теж буде революція.
— Останні слова між Чарльзом і Шей
Молодий тамплієр витратив роки на пошуки артефакту, але зрештою знайшов його в Французькому королівстві, у володінні Чарльза Доріана: вбивці. У 1776 році Шей зміг супроводжувати вченого Бенджаміна Франкліна, якого запросили до Версаля як колоніального посла. 27 грудня того ж року Шей убив Доріана, знайшовши коробку.

## Особистість
Шей завжди був дуже зухвалим і розпусним людиною, дуже автономним і впевненим у своїй дотепності.
Кілька разів він ставив під сумнів кредо вбивць, а в інших випадках він не хотів знищувати деякі цілі, які не могли захистити себе. Ці коливання досягли апогею після подій у Лісабоні . Ця подія його дуже потрясла, і він відчув відповідальність за всі смерті, спричинені шоком. З того дня він дуже розлютився на Ахілла Девенпорта.
З тамплієрами Шей змужнів і став вірним їхнім проектам та ідеалам. Полюючи на своїх старих друзів, він відчував багато докорів сумління, часто з почуттям жалю.

## Стиль і навички бою
Шей спеціалізувався на використанні меча та кинджала, парних пістолетів, пневматичної гвинтівки, прихованого леза, мотузкового дротика та димових шашок.
Роки, проведені в морі, зробили його великим полководцем, здатним витримати багато морських воєн.
Роки, проведені з Aсасінами, дозволили йому стати бездоганним в акробатичному бігу, Leap of Faith і залишатися непоміченим за будь-яких обставин

## допитливість
1. Шей - ірландське ім'я, що означає "сокіл"
2. Кормак, з іншого боку, походить від суміші галльської та британської мов і означає «син ворона».
3. Він один із небагатьох тамплієрів, які володіють орлиним баченням, здатністю, унікальною для асасинів
4. Він єдиний тамплієр, який знімався в грі Assassin's Creed (за винятком Хейтема Кенуея в першій частині Assassin's Creed III)